# Swartzia microcarpa
Swartzia microcarpa är en ärtväxtart som beskrevs av George Bentham. Swartzia microcarpa ingår i släktet Swartzia och familjen ärtväxter. Inga underarter finns listade i Catalogue of Life.